# Alpujarra Granadina
Alpujarra Granadina is een comarca (een  overheidsgewest), in de  provincie Granada, gelegen in de Spaanse autonome regio Andalusië.  Binnen Alpujarra Granadina liggen  25 gemeenten. De hoofdstad van de comarca is Órgiva.
Alpujarra Granadina ligt in de landstreek Alpujarras.

## Gemeenten
Alpujarra Granadina bestaat uit 25 gemeenten (municipios). (De populaties van 2014 is tussen haakjes weergegeven):
- Almegíjar (361)
- Alpujarra de la Sierra (1,065)
- Bérchules (762)
- Bubión (315)
- Busquístar (296)
- Cádiar (,1545)
- Cáñar (408)
- Capileira (496)
- Carataunas (209)
- Cástaras (242)
- Juviles (134)
- Lanjarón (3,717)
- Lobras (165)
- Murtas (541)
- Nevada (1,149)
- Órgiva (5,393)
- Pampaneira (323)
- Pórtugos (382)
- Soportújar (320)
- La Taha (663)
- Torvizcón (710)
- Trevélez (792)
- Turón (289)
- Ugíjar (2,619)
- Válor (623)